# Dihydrure de triosmium décacarbonyle
Le dihydrure de triosmium décacarbonyle est un composé chimique de formule (µ-H)2Os3(CO)10. Il s'agit d'un solide violet cristallisé, déficitaire en électrons et par conséquent susceptible de former des adduits avec divers substrats.
La molécule est un cluster formé de trois centres osmium disposés en triangle isocèle dont les dimensions sont 268 pm pour la base et 281 pm pour les côtés. Elle peut être décrite selon Os(CO)4[Os(CO)3(μ-H)]2. La liaison de la sous-unité (µ-H)2Os2 est semblable à la liaison à trois centres et deux électrons du diborane.
On peut l'obtenir à partir d'une solution de dodécacarbonyle de triosmium Os3(CO)12 dans l'octane (ou tout autre solvant inerte au point d'ébullition du même ordre) purgée à l'hydrogène H2 :
Os3(CO)12 + H2 ⟶ (µ-H)2Os3(CO)10 + 2 CO.
Ce complexe réagit avec un grand nombre de réactifs sous des conditions modérées. Par exemple, il réagit avec le diazométhane CH2=N+=N− pour donner (μ-CH3)(μ-H)Os3(CO)10, qui présente la première interaction agostique identifiée dans un cluster métallique.